# Xã Moscow, Quận Cavalier, Bắc Dakota
Xã Moscow (tiếng Anh: Moscow Township) là một xã thuộc quận Cavalier, tiểu bang Bắc Dakota, Hoa Kỳ. Năm 2010, dân số của xã này là 17 người.